# Helvete (musikalbum)
Helvete är tredje albumet av grindcorebandet Nasum. Albumet gästas av bland annat Shane Embury från Napalm Death och Jörgen Sandström från Torture Division och The Project Hate MCMXCIX.

## Låtlista
1. "Violation"
2. "Scoop"
3. "Living Next Door to Malice"
4. "Stormshield"
5. "Time to Discharge"
6. "Bullshit"
7. "Relics"
8. "We Curse You All"
9. "Doombringer"
10. "Just Another Hog"
11. "Drop Dead"
12. "I Hate People"
13. "Go!"
14. "The Final Sleep"
15. "Slaves to the Grind"
16. "Breach of Integrity"
17. "The Everlasting Shame"
18. "Your Words Alone"
19. "Preview of Hell"
20. "Illogic"
21. "Whip"
22. "Worst Case Scenario"
23. "Helvete" (bonusspår på japanska utgåvan)

## Medlemmar
- Mieszko Talarczyk - sång, gitarr
- Anders Jakobson - sång, trummor
- Jesper Liveröd - bas
- Shane Embury - bas på "Drop Dead" och "Whip"
- Jörgen Sandström - låg sång
- Rikard Alriksson - låg sång
- Petter Free - gitarr på "Just Another Hog"